# Cinema da China

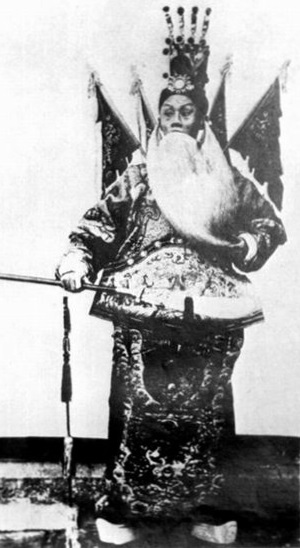
Tan Xinpei em A Batalha de Dingjunshan, 1905.

O Cinema da China é uma das três tendências históricas do cinema de língua chinesa, juntamente como o cinema de Hong Kong e o cinema de Taiwan.
O cinema foi introduzido pela primeira vez na China em 1896, e o primeiro filme chinês, Dingjun Shan, foi feito em 1905. Nas primeiras décadas, houve uma centralização das produções em Xangai. O primeiro filme sonoro, Sing-Song Girl Peony, foi feito em 1931. Os anos 30, considerado a primeira "era de ouro" do cinema chinês, viu a ascensão do movimento cinematográfico com viés de esquerda, e as disputa internas entre nacionalistas e comunistas foram retratadas nos filmes. Após a Invasão Japonesa da China, e a ocupação de Xangai, a indústria na cidade foi severamente reduzida, com os cineastas se mudando para Hong Kong, Chongqing e outros lugares. Princess Iron Fan ('Tiě shàn gōngzhǔ)' (1941), o primeiro filme de animação chinês, foi lançado no final deste período. Ele influenciou a animação japonesa nos tempos da guerra, e posteriormente Osamu Tezuka. Após o aprofundamento da ocupação em 1941, e até o final da guerra, em 1945, a indústria cinematográfica na cidade esteve sob o controle japonês.
Uma segunda era de ouro se inicia após o fim da segunda guerra, com a produção em Xangai sendo retomada. Filmes como Spring in a Small Town (Lǐ Tiānjì) (1948), nomeado o melhor filme de língua chinesa na 24º premiação cinematográfica de Hong Kong. Após a vitória comunista em 1949, alguns filmes nacionais e estrangeiros foram banidos em 1951. A indústria floresceu durante o fim da Revolução Cultural.